# Estereotipo

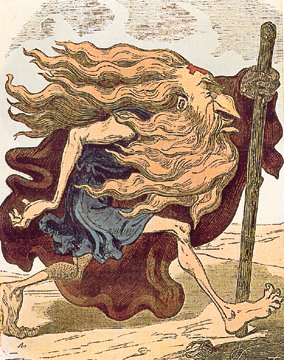
El judío errante, grabado de Gustave Doré, caricatura basada en estereotipos.

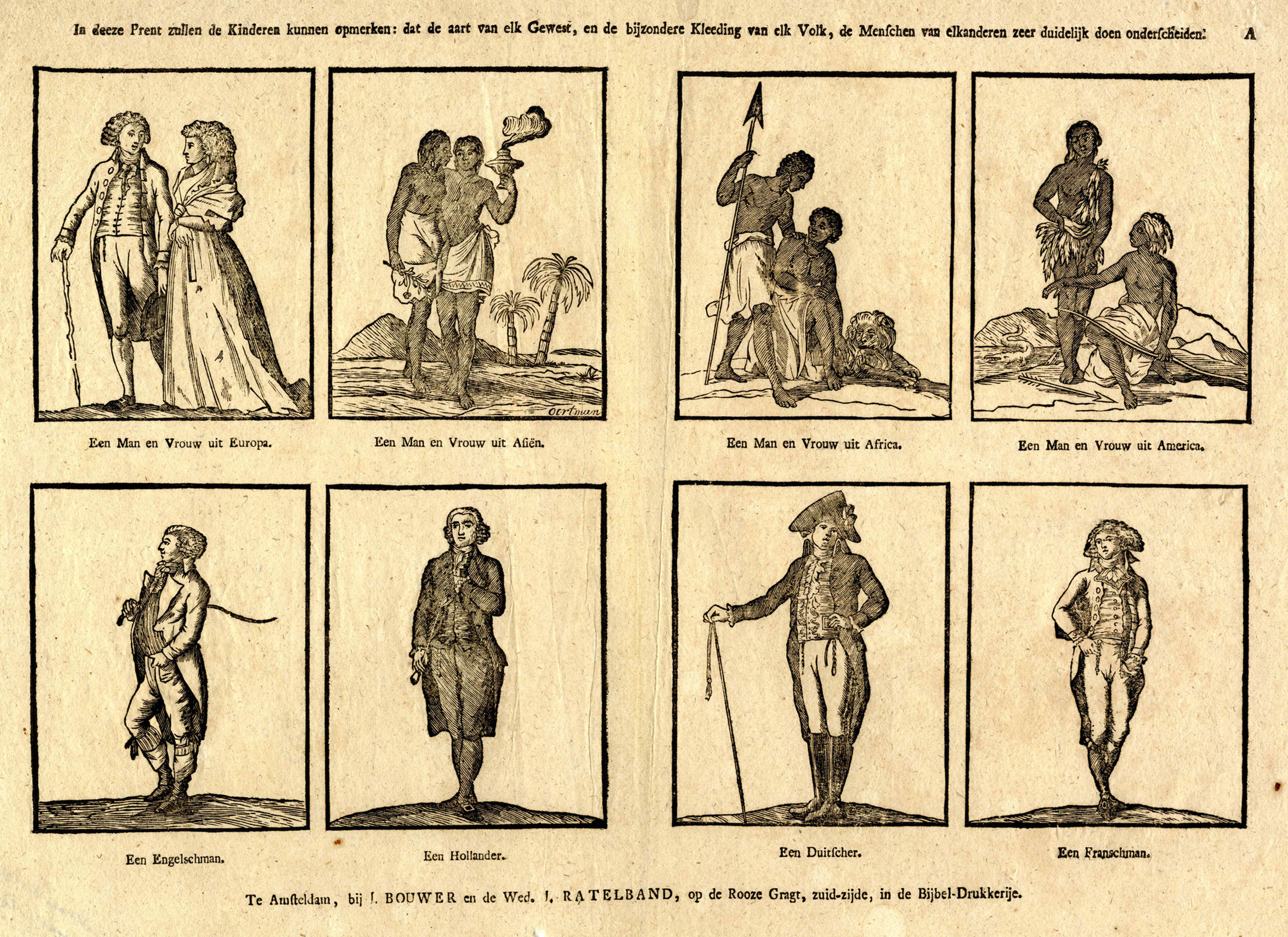
Un grabado neerlandés del siglo XVIII de los pueblos del mundo, que representa a los habitantes de Asia, América y África como salvajes. Abajo están mostrando un inglés, un neerlandés, un alemán y un francés.

Se conoce con el nombre de  estereotipo (del griego: στερεός [stereós], «sólido», y τύπος [typos], «impresión, molde»)  a la percepción o creencias generalizadas, que se tiene sobre un determinado grupo o categoría de personas. Regularmente los estereotipos son una preconcepción generalizada que obedece a un conjunto de creencias sobre cualidades y atributos que se  adjudican a un grupo de personas, en donde se ven mezclados en elementos culturales, sociales y económicos que resultan en la representación rígida y falsa o inexacta de la realidad.
El término se usa a menudo en un sentido negativo, al considerarse que los estereotipos son creencias ilógicas pero algunas personas le dan la importancia que se les transmite por generación haciendo que limiten la creatividad y que sólo se pueden cambiar mediante el razonamiento personal sobre ese tema. Los estereotipos incluyen una amplia variedad de alegaciones sobre diversos grupos raciales y predicciones de comportamiento basadas en el estatus social o la riqueza. Son esquemas de pensamiento o esquemas lingüísticos preconstruidos que comparten los individuos de una misma comunidad social o cultural.
Existe una tripartición que nos permite entender cómo funcionan los estereotipos en las sociedades. Por un lado existe un componente cognitivo que nos permite reconocer un estereotipo porque encuadra con conocimientos previos que ya tenemos sobre el mismo, es una categoría que nos permite identificar y reconocer fácilmente a ciertos grupos. Por otro lado también existe un componente afectivo, donde entran en juego los sentimientos que experimentamos en relación con ese estereotipo, que pueden ser de prejuicio u hostilidad, o bien, ser positivos. Finalmente en todo estereotipo hay un componente comportamental que supone llevar a la práctica acciones asociadas a esos sentimientos experimentados frente a ciertos estereotipos. Por ejemplo, cuando se le niega un trabajo a alguien por pertenecer a un grupo determinado. Estos tres componentes no necesariamente aparecen todos juntos, uno puede asociar a unos grupos características negativas sin sentir hostilidad o reticencia hacia el mismo y sin excluirlos de ámbitos sociales como el trabajo.
Representar a alguien con ciertas características remite a un estereotipo, manifestar desprecio u hostilidad por su grupo de pertenencia se relaciona con un prejuicio, y finalmente llevar adelante acciones sobre la base de esos prejuicios supone una discriminación.

## Uso común

Estereotipo de villano.

Están constituidos por opiniones preconcebidas, prejuicios, actitudes, vivencias y creencias impuestas por el medio social y cultural; que se aplican de forma generalizada a todas las personas pertenecientes a una categoría, nacionalidad, etnia, edad, género, orientación sexual, religión, ideología, procedencia geográfica, etcétera.
En la literatura y el arte, los estereotipos son clichés, personajes o situaciones predecibles. Por ejemplo, un diablo estereotipo es malvado, con cuernos, cola, y tridente.
Originalmente un estereotipo era una impresión tomada de un molde de plomo que se utilizaba en imprenta en lugar del tipo original. Este uso desembocó en una metáfora sobre un conjunto de ideas preestablecidas que se podían llevar de un lugar a otro sin cambios (al igual que era posible con el tipo portable).
En la ética y valores humanos se usan estereotipos que ayudan y contribuyen a la forma de representar los problemas que se presentan en la sociedad diaria y continuamente en todo el mundo.

## En medios de comunicación
Los medios de comunicación cumplen un rol fundamental en la construcción y la reproducción de estereotipos. A partir de las imágenes e ideas que circulan en los medios, el público accede a ciertos estereotipos que reproducen y construyen en su entorno. Formatos como, la publicidad y los programas dirigidos al público infantil usan los estereotipos, ya que los mismos permiten un mensaje eficaz, pues son rápidamente identificados y reconocidos. Tal y como señalan Ruth Amossy y Anne Herschberg Pierrot, «La visión que nos hacemos de un grupo es el resultado de un contacto repetido con representaciones enteramente construidas o bien filtradas por el discurso de los medios. El estereotipo sería principalmente resultado de un aprendizaje social». Incluso lo que percibimos en la cotidianidad (y no solamente a través de los medios) también se vale de conocimiento e ideas previas, y por tanto, no se es totalmente objetivo, sino que el pensamiento está moldeado por la cultura a la que pertenecemos y desde la que percibimos la realidad.
Es muy común ver estereotipos relacionados directamente con las clases sociales, en donde, en televisión, cine y publicidad, es constante ver imaginarios mundos perfectos, donde ocurren situaciones de típicas comedias americanas, con protagonistas que poseen perfiles euro centristas, además de plasmar una extrema riqueza y modernidad en su entorno. Cosas que se repiten una y otra vez.
Un ejemplo de esto sería la serie de Amazon de brutas nada, en donde se presenta a Cristina, (Tessa Ia) una joven publicista exitosa y adinerada que se enfrenta a grandes problemas cómo el perder patrocinios, rivalidades y el engaño de su prometido un día antes de su boda. Grabada en las zonas más exclusivas de la Ciudad de México, “De brutas nada”, es el claro ejemplo de series que se hacen en México y  lo más mexicano de la serie es la ficticia empresa de publicidad "limón con chile”. Además suponen un imaginario sobre la vida social y la vida laboral de un profesionista en México.

### Definición y evolución de su significado
La palabra estereotipo, formada por los vocablos griegos stereós (sólidos) y typos (carácter, tipo o modelo), es un neologismo creado en el siglo XVIII en el ámbito de la tipografía para designar un conjunto de tipos sólidos o fijos. En concreto apareció en Francia en 1796 —steréotype—, traducida como estereotipo que se usa como adjetivo y sustantivo para describir el molde sólido o algo impreso con el procedimiento de los tipos fijos. La expansión de la palabra fue pareja a la rápida difusión de la técnica y surgieron equivalentes, casi idénticos, en la gran mayoría de lenguas modernas. En España se usa el término «estereotipo» para el objetivo y «estereotipa» para el proceso. El último término evoluciona a «estereotipia», el cual fue reconocido por la Real Academia Española en 1843.
El significado original y sus derivados fueron extendiéndose a un concepto cada vez más figurativo. Por tanto, apareció una nueva acepción que supone un puente entre su origen tipográfico y su significado actual dentro de las ciencias sociales; tal acepción se refiere a cualquier cosa que se repita sistemáticamente, sin variación. En resumen, los términos referidos a la estereotipia se refieren en principio a las impresiones salidas de un molde y poco a poco van siendo aplicadas a todo lo que parece salido de un molde, ya hecho, invariable.
Otras definiciones se refieren a estereotipo como una imagen o idea aceptada comúnmente por un grupo o sociedad con carácter inmutable y una imagen convencional o una idea preconcebida que no tiene una base racional. Se trata de una concepción popular sobre un grupo de personas y constituye una forma de categorizar grupos de gentes de acuerdo con sus apariencias, comportamientos y costumbres.
Con los estereotipos no suele cumplirse la ley de causa y efecto, más bien suele suceder a la inversa. Además, normalmente parecen seguir una lógica, pero cuando se analizan se descubre que son irracionales e inverosímiles. La imagen creada suele ser una manera de emitir un juicio de valor acerca de un grupo, normalmente basados en raza, profesión o sexo.
Es frecuente atribuir la creación de estos estereotipos a la sociedad, pero realmente los medios de comunicación son grandes vehículos para difundirlos. En cierto modo, los medios de comunicación refuerzan las opiniones generales haciendo uso de la exposición y reiteración de ideas coexistentes. Los estereotipos tienen cierta conexión con las condiciones sociales, esto les suma fuerza. Al poder localizar en ellos un grano de verdad, su divulgación se hace efectiva. A pesar de que no todos aceptan los estereotipos como verdad, acostumbran a estar aprobados por grandes colectivos. El estereotipo es verdadero y falso al mismo tiempo y está basado en los prejuicios de un grupo hacia otro.
El discurso publicitario es una fuente inagotable de estereotipos. Los mensajes publicitarios usan estereotipos icónicos para instalarnos en un universo onírico al que accederemos, por supuesto, tras la adquisición del producto anunciado.

### Estereotipos en la literatura infantil
El primer relato que se conoce cuenta la historia de dos hermanos, Anup y Bata, en un papiro de hace unos 3250 años. Según un estudio de Kurt Ranke el relato ha sufrido más de 700 versiones distintas. La mitología griega es la gran portadora de personajes y leyendas que, evolucionadas a través de los siglos y bajo la influencia de las distintas culturas y tradiciones, son el origen de muchos de los cuentos que hoy conocemos. En España el origen del cuento está influenciado por la cultura árabe, que introdujo gran cantidad de relatos, los cuales fueron recopilados por Don Juan Manuel, regente de Castilla, en su obra El conde Lucanor o libro de los ejemplos. En la obra encontramos una característica propia de estos relatos, la moraleja que servía para dar una respuesta moral a las dudas que se iban planteando.
El cuento infantil, independientemente de la época, lleva implícito en sus personajes estereotipos que reflejan los aspectos culturales de la época de la que provienen. Los personajes son representaciones del bien o del mal como ejemplo para imitar o repudiar, debido a su carácter moralizador. Los valores de los personajes cambian a lo largo del tiempo y se adaptan a las estructuras socioculturales del momento. El héroe y el villano de los cuentos de Charles Perrault o de los Hermanos Grimm poseen cualidades o defectos distintos entre sí, y además, también distan de las cualidades que se consideran hoy en día. La posible interpretación de algunos personajes comunes es la siguiente:
- La bruja: representa la parte regresiva de todo ser humano, el mal que ha de ser destruido y combatido.
- La madrastra: representa la destrucción dentro de la familia y da cabida a la heroicidad en el niño o la niña desamparado.
- La princesa: la doncella indefensa que ha de ser protegida y/o rescatada.
- El lobo: el miedo a la noche y a la oscuridad.

Durante siglos, en la antigüedad clásica existió la creencia de que había mujeres capaces de transformarse a voluntad y de transformar a otros en animales, se las llamaba brujas y la imagen estereotipada de los cuentos las define como viejas amargadas y malévolas.
La mayoría de los cuentos maravillosos provienen de relatos antiguos sobre campesinos sometidos al régimen feudal. Los valores sociales de esta época lo constituyen el valor y el respeto por el orden establecido, donde la única mejora para la clase baja se encarna en el joven campesino capaz de superar pruebas y conseguir la mano de la princesa.
En el siglo XVIII, con la Revolución Industrial, surgen nuevos héroes y villanos más acordes con el hombre de ciudad que ha dejado de lado el campo. Aparecen piratas, pistoleros, bandidos… como nuevos héroes que se enfrentan al orden establecido y el villano pasa a ser un elemento propio del sistema como lo es la sociedad burguesa, las costumbres acomodadas o el ejército.
El siglo XX, debido a su carácter bélico proporciona nuevos elementos, por ejemplo la influencia americana propone nuevos villanos, personalizados en japoneses y alemanes contra los que el héroe ha de luchar para defender la libertad del mundo.
El cuento ha evolucionado desde aquellos villanos de antaño a villanos con carácter más cotidiano como puede ser el profesor de colegio o el bullying dentro de las aulas o fuera. El cuento ha pasado a integrarse dentro de la vida real.

### Estereotipos en los medios de comunicación
En México, país que se caracteriza por su producción de telenovelas desde 1950, donde a través de de historias repetitivas que representaban la realidad de un selecto grupo de mexicanos privilegiados con historias absurdas, vacías y que fueron marcando diferencias sociales desde el inicio de sus transmisiones. Los ricos también lloran (1979), es un claro ejemplo de esto, pues tenía de protagonista a una Verónica Castro de lindos ojos verdes, blanca, ingenua, vulnerable y débil que era rescatada de la pobreza por un Rogelio Guerra varonil, fornido, poderoso y privilegiado, fórmula que ha sido remasterizada una y otra vez en la televisión mexicana, además de ser un referente estereotípico de la sociedad mexicana.
Trancart (1996), en diversos estudios en medios de comunicación franceses (prensa, radio y TV), descubrió que una de cada dos mujeres es citada sin que conste su profesión, mientras que en el caso de los hombres esto solo ocurre en una de cada diez ocasiones. Tal y como dice Martín Serrano (1995), «uno de los esquemas que más se repiten en la televisión es el de las mujeres asociadas con el cuerpo, y los hombres con la cabeza». Así se demuestra en programas televisivos como por ejemplo La Ruleta de la Suerte, en los que la mujer se presenta como un simple objeto de belleza. «Por desgracia y en un gran porcentaje de los casos, cuando la mujer aparece en imágenes, lo hace en muchas ocasiones representado a ciertos estereotipos que han resistido al paso del tiempo y que siguen estando presentes en la mayoría de las sociedades. Así, nos podemos encontrar con la mujer en el papel de seductora, aludiendo a conceptos relacionados con la belleza, el erotismo, y la provocación, o como serpiente tentadora. En definitiva, en el sujeto convertido en objeto».
En Estados Unidos, The National Federation of Press (Gallagher, 2001) muestra cómo las mujeres han visto incrementar su porcentaje de ocupación de puestos de dirección o de toma de decisiones en solo un 1 % cada año desde 1977. Por su parte, el profesor David Weaver llega a la conclusión de que las periodistas americanas habían conseguido ganancias significativas en materia de control editorial en los últimos tiempos. Se observa también cómo, a pesar de que en las aulas de los colegios y universidades de periodismo en Estados Unidos las mujeres superaban en número a la presencia masculina, —un dato que también se observa en España— seguían teniendo una presencia minoritaria en las salas de prensa y especialmente, en los puestos de dirección.
En Francia, en Gallagher (2001) se afirma que en el periodismo francés la condición femenina es una restricción para acceder a responsabilidades en el periodismo. Señala que la distancia con respecto a las grandes responsabilidades en este ámbito profesional y a las columnas importantes se traduce en menos probabilidades de encontrase con gente famosa, facilitando en cambio un mayor acceso a personajes más anónimos y reportajes menos brillantes, lo que en resumen produce un periodismo tipificado como femenino. Es decir, que lo que las mujeres escriben no siempre guarda relación con la sensibilidad femenina, sino que en muchas ocasiones no tienen acceso a escribir algo distinto, debido a las estructuras de poder con las que se topan en esta profesión jerarquizada.
En Reino Unido, en Gallagher (2001) se apunta cómo los hombres que estudian periodismo consiguen más rápidamente un trabajo en los medios que las mujeres. Esto ha llevado a que algunas compañías adopten políticas y programas de acción para equilibrar esta situación, pero puntualiza que esta adopción es más común en radio y televisión que en prensa y que ocurre más a menudo en medios de comunicación públicos que en el sector mediático privado.
En Sudáfrica, Green (2001) recuerda cómo en un estudio de igualdad laboral realizado una década después de la proclamación del final del apartheid, el número de personas negras que ocupaban cargos de poder en el mundo académico y administrativo solo ascendía a un 10 % del total. Lo sorprendente del estudio era que entre el 90 % restante correspondiente a personas blancas que ostentaban esos puestos de alto escalafón hubiera una ausencia casi total de mujeres blancas en las estructuras de poder y en la universidad. Siete años después del fin del apartheid y bajo la nueva ley de igualdad para con los negros y las mujeres, solo se encuentra con tres mujeres que ocupen el puesto de editoras en periódicos del país, dos de ellas de raza blanca y la otra negra. También destaca que bajo un gobierno con mayoría negra dirigiendo el país, la mayoría de los negocios y profesiones están controladas por manos blancas.
En Australia, en 1996 se llevó a cabo un estudio que desvelaba que el 23 % de las mujeres periodistas de los medios habían dejado sus trabajos por motivos que tenían que ver con la discriminación que venía sufriendo el género femenino en su promoción laboral. Asimismo, en 1991 The International Federation of Journalism (IFJ) admitió que el 27 % de los periodistas que trabajaban en los medios eran mujeres, en 2001 ya superaban el 38 %, sin embargo este estudio también reconoce diferencias significativas en función del país analizado. Por ejemplo, mientras que en Finlandia y Tailandia estaban cerca del 50 %, en Sri Lanka y Togo las mujeres periodistas no llegaban casi a un 6 % (Peters, 2001).
En relación con la presencia de la mujer en los distintos medios de comunicación, como es por ejemplo la radio, los locutores están por encima de las mujeres, sobre todo durante la mañana. Según afirma Cramer, las mujeres están prefiriendo trabajar en los telediarios que en los informativos de la radio. En lo que respecta a los medios de comunicación en línea, a pesar de la revolución acontecida en este medio, las grandes multinacionales de la comunicación parecen haber perdido la oportunidad de revolucionar la organización y la cultura de las salas de redacción, sobre todo, por lo que se refiere a la igualdad de género en los puestos directivos que se encargan de manejar estos (Thiel Stern, 2006).
La mayoría de las entrevistadas no piensan que la escasez de mujeres en los puestos directivos del medio en línea se deba a sexismo o discriminación. Aun así, la insuficiente representación de la mujer es problemático. Los altos cargos son tan pocos y cuesta tanto acceder a ellos que no hay «suficiente pastel para repartir».

### Estereotipos en la publicidad
Los estereotipos en la publicidad son ideas simplificadas de la realidad que han sido aceptadas por la sociedad o por un grupo de personas determinado. No tratan simplemente de vendernos el producto al que hacen referencia, sino que nos venden el éxito social o la competitividad. Muchas veces en un principio pueden resultar forzados o incluso cómicos, pero al final acaban siendo aceptados. El anuncio publicitario debe ser representado con un vocabulario tópico, que refleje los valores y argumentos en que se sustenta el estereotipo de la marca. Así se crearán unos estereotipos definidos que no aparecen con tanta simplicidad en la realidad.
En definitiva, la publicidad es una de las principales responsables de los estereotipos, ya que a través de muchas estrategias comerciales consiguen establecer modelos de conducta que las personas tratarán de imitar, nos hace creer que si consumimos el producto anunciado conseguiremos obtener las mismas características.
En el mundo publicitario encontramos diferentes tipos de estereotipos, aunque el principal es el sexo. Este se utiliza para todo tipo de productos e incluso para aquellos que no tienen nada que ver con él. Se trata de un estímulo que el receptor acoge de forma positiva y rápida. El rol de la mujer en la publicidad ha sido altamente estereotipado, representándola siempre como esposa, madre, ama de casa o incluso como mujer objeto. Se muestra la imagen de mujer dependiente y débil, pero, ante todo, bella. De esta forma, la mujer es representada no solo como objeto de deseo del varón, sino, como afirma García Oyarzun (2014), como parte del consumo del objeto publicitado. A pesar de que la objetivación de la mujer sigue siendo abundante en la publicidad, actualmente también empiezan a aparecer ejemplos de la mujer superwoman que no necesita la ayuda del hombre. En el hombre el estereotipo establecido ejerce mayor presión social hacia una imagen que refleje fuerza, agresividad, dominio, valentía, pero sin descuidar tampoco su aspecto físico. A su vez, son mostrados como poco profundos y muy superficiales, esencialmente incompetentes.
Sin embargo, tanto en el caso de los hombres como en el de las mujeres, uno de valores más explotados es la belleza. Los creativos publicitarios recurren siempre a modelos atractivos para llamar la atención del público y con ello pretenden que el público crea que, al consumir su producto o servicios, su físico será tal y como se muestra en la publicidad y que de esa forma su vida será mejor. En muchos casos, esa necesidad generada de alcanzar el ideal físico mostrado en la publicidad da lugar a trastornos alimenticios (anorexia, bulimia) y otros problemas psicológicos, sobre todo en adolescentes, que son un blanco fácil para este tipo de presiones.
Dentro de la publicidad infantil, el estereotipo que más se desarrolla es el de los roles de género, marcando supuestas diferencias entre chicos y chicas. Las niñas suelen ser representadas como obedientes, delicadas y ordenadas, que ayudan a la madre en el hogar asumiendo responsabilidades desde una edad muy temprana. Del mismo modo, todos los juguetes enfocados para las niñas tienen relación con el mundo de la cosmética y el hogar. Por el contrario, los niños suelen mostrarse como inquietos y rebeldes, aunque a su vez son emprendedores. Y de esa forma, los juguetes para niños suelen tener que ver con el mundo de la construcción, el automóvil o incluso campos más agresivos como la guerra. También se suele usar a los niños como gancho para vender productos a los adultos, valiéndose de la simpatía o ternura que producen.
En ocasiones la publicidad también fomenta ciertos estereotipos raciales. De esta forma, la mayoría de las veces pueden llegar a subestimar una raza sobre otra, como sucedió en el anuncio de una cadena de comida rápida en Alemania, que indignó a los mexicanos. Además, el físico ideal que muestra la publicidad tiene también ciertos componentes raciales. Esto sucede porque, por norma general, los modelos utilizados no solo comparten entre sí su delgadez y belleza, sino que suelen ser personas con rasgos caucásicos, piel blanca y, muchas veces, pelo rubio y ojos claros. Esto ayuda a fomentar la idea de que hay una raza más perfecta o superior que el resto.
En resumen, el uso de estereotipos es negativo cuando empiezan a convertirse en prejuicios y condicionantes. Actualmente, este problema está empezando a cambiar, ya que los consumidores tienen más consciencia sobre este fenómeno, pero, aun así, la gran mayoría sigue siendo manipulada por los anunciantes.

### Estereotipos en el cine

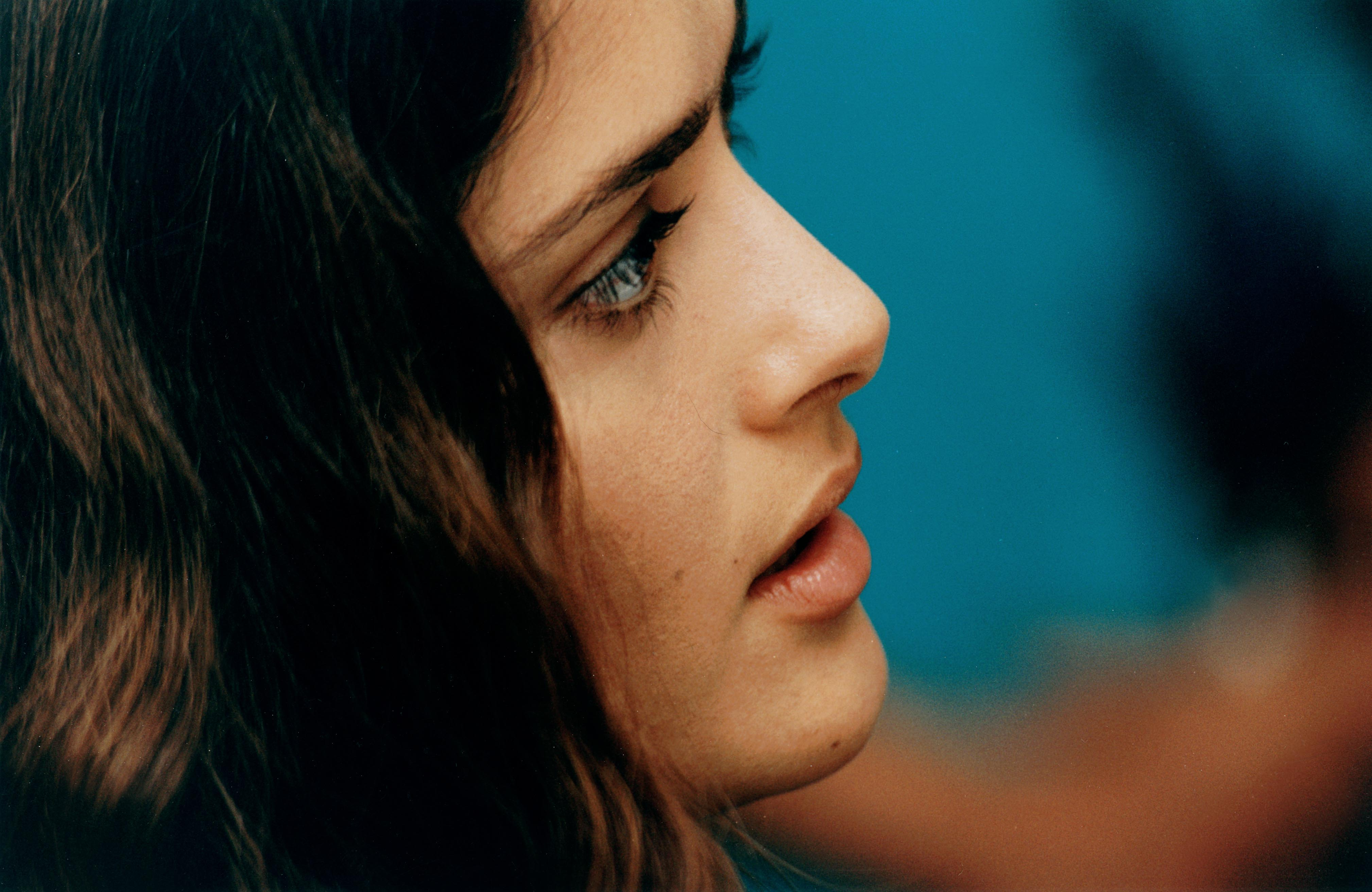
Un ejemplo de estereotipo en el cine es la actriz Salma Hayek (siempre le dan papeles que representan a un personaje de origen latinoamericano).

Según un estudio realizado por el Observatorio de Cultura y Comunicación de la Fundación Alternativas, el cine producido por los grandes estudios de Estados Unidos representa aproximadamente entre el 70 % y el 80 % del mercado mundial. Este mismo estudio afirma que Hollywood domina el imaginario colectivo. Este imperialismo cultural deriva en un mercado cinematográfico —especialmente el occidental— con referencias y estereotipos bastos.
Con respecto a España, la mejor cuota de mercado de la historia del cine nacional fue la obtenida en 2014, con un 25,5 %, más de 6 puntos porcentuales por encima de la obtenida en 2013 (19,2 %). Dentro de este porcentaje el cine de autor no tiene apenas cabida. Esta limitación contribuye al fomento del consumo de cine elaborado al estilo hollywoodiense, más rentable en términos económicos. De este modo, a la hora de hablar de estereotipos en el cine se habla principalmente de aquellos que aparecen reflejados en el cine norteamericano y que, por extensión, llegan a mayor número de población.
Como apunta Parini, «el estereotipo —en sus diferentes formas y significados— representa un instrumento y una solución a la exigencia objetiva, presente en los medio de comunicación, de reducir una complejidad que no es fácil de difundir». Pero recurrir al estereotipo refuerza los tópicos, generalmente alejados de la realidad a la que aparenta representar, ya que, para Pérez Serrano «el cine contribuye a la formación, mantenimiento o eliminación de estereotipos, según apoyen o no las creencias aceptadas socialmente. Además, general modelos que influyen en la creación de la identidad social».
Estereotipos culturales
«Durante gran parte del siglo, la teoría del cine en Europa y Norteamérica parece haber vivido de la ilusión de ser totalmente ajena a toda raza». Esta frase del teórico Robert Stam (1999) define no solo la teoría, sino también una realidad.
En lo que al cine norteamericano respecta, los principales papeles representados por los asiáticos son el de mafioso y el de experto en artes marciales —o ambos a la vez, generalmente—. Por su parte, los latinos suelen ser pobres con un especial talento para bailar, seducir o embaucar o traficantes y personas allegadas a estos. Los afroamericanos aparecen representados por personajes graciosos, con carácter y/o buena voz. Los rusos suelen aparecer como agentes, exagentes secretos o mafiosos dispuestos a poner en peligro la seguridad mundial. Al pueblo judío lo representan como un colectivo avaro y codicioso, mientras que los árabes, como terroristas.
Los occidentales de piel clara suelen ser los protagonistas de las películas y desempeñan diferentes roles, también estereotipados, fundamentalmente en torno al género. Cabe mencionar aquí al héroe americano, firme defensor de lo correcto, la libertad y la justicia y algunos de los tópicos más frecuentes en torno a los europeos: los alemanes se relacionan con la cerveza y un gran tamaño, los españoles con la fiesta y el flamenco —y a veces con los trajes de mexicano— y los italianos con la seducción, la mafia, la pasta y la Vespa. En definitiva, el reflejo que hace el cine comercial no es el del individuo, sino el de los tópicos.
Si dirigimos la mirada hacia el cine español, Gordillo concluía en un trabajo sobre el diálogo intercultural en el cine español contemporáneo que «el cine español muestra actualmente unas relaciones interculturales deficientes entre el oriundo y el inmigrante que llega huyendo de la pobreza, debido —sobre todo— a la mirada etnocéntrica y a los prejuicios sociales y culturales de carácter negativo».
Para Rodrigo Alsina, catedrático de Teorías de la Comunicación de la Universidad Pompeu Fabra de Barcelona, «dentro del cine español encontramos una profunda falta de información sobre las etnias, culturas y pueblos que empiezan a vivir en nuestras ciudades. En realidad, una de las causas del rechazo social y del racismo es el desconocimiento de la otra cultura, que da lugar al estereotipo, una de las marcas que se presentan al reflejar los rasgos del diálogo intercultural en el cine español. Aunque los estereotipos ayudan a ordenar y dar sentido a los hechos que desbordan nuestro conocimiento, son un problema cuando se utilizan para fundamentar ideas y opiniones supuestamente serias. Los prejuicios y los estereotipos siempre se utilizan para analizar la realidad y debemos de ser conscientes de ello».
Estereotipos de género

Para Williams y Best, «uno de los estereotipos que a lo largo de la historia se ha mantenido con más fuerza y fiabilidad es el del sexo. En múltiples trabajos, algunos ya clásicos y otros más cercanos se encuentran descripciones de los grupos de hombres y de mujeres que engloban características similares en contextos tan diversos como América del Norte y del Sur, Asia, África, Europa y Australia. Estas descripciones retratan a las mujeres como sensibles, cálidas, dependientes y orientadas a la gente, en tanto que a los hombres se les ve dominantes, independientes, orientados hacia el trabajo y agresivos».
La industria cinematográfica moderna representa a la mujer a través de un estereotipo en el que se ajusta al canon de belleza, que viste por lo general con ropa seductora y cuyo rol se encuentra entre ser el objeto de deseo o una acompañante fiel, tierna y comprensiva de la figura masculina protagonista. Las mujeres mayores o poco atractivas solo optan a papeles secundarios o se ven relegadas a papeles como el de bruja o señora de la limpieza cuando, por el contrario, los hombres de su misma condición sí optan a papeles protagonistas y aparecen siempre rodeados de atractivas jóvenes que, en palabras de Gila y Guil Sevilla, o se enamoran de ellos o se venden a su poderío. Las mismas autoras reconocen, no obstante, que «existe cine español y europeo que escapa a estos tópicos», pero que «su influencia es muchísimo menor al ser significativamente menos visto por los espectadores».
Sin embargo, la sociedad está viviendo un empoderamiento de la mujer en las últimas décadas, lo que augura algunos cambios en la industria cinematográfica, si seguimos el criterio de González Gabaldón, que manifiesta que «una forma concreta de cambio del estereotipo se produce al modificarse los roles de un grupo y cuando esto sucede los estereotipos se adaptan rápidamente y pasan a reflejar los nuevos desempeños». En la actualidad se busca derribar los modelos femeninos superficiales planteados en los medios de comunicación para combatir los estereotipos que tratan a la mujer como objeto en lugar de sujeto.
Varios autores consideran que un enfoque holístico de concienciación a todos los niveles sobre el binomio sociedad-industria cinematográfica no solo permitiría seguir avanzando en dirección a la restitución de la integridad de la figura de la mujer con pleno derecho, sino que direccionaría el uso de una herramienta de difusión como es la industria del cine hacia motivos superiores, universales y ejemplarizantes para la sociedad que los estrictamente mercantiles.

### Recomendaciones para la eliminación de estereotipos
A pesar de que la prevalencia de los estereotipos es continua en el tiempo y está fuertemente arraigada en nuestra cultura y en nuestro día a día, la utilización de estas figuras vejatorias ha de llegar a su fin, puesto que sólo contribuyen, en muchos casos, a desfigurar una realidad variada y rica con complejos y miedos o reservas infundados. La desaparición de los mismos es una meta por la que han de pugnar todos los agentes sociales, aunando esfuerzos por una eventual erradicación de los mismos.
Uno de los principales problemas en el desarrollo de intervenciones para reducir estereotipos es transformar las pruebas disponibles en un plan implementable. La investigación que se centra en los cambios en la expresión de evaluaciones implícitas, ayuda a comprender como las cogniciones sociales implícitas están estructuradas; la expresión de, por ejemplo, preferencias raciales implícitas podría ser modificada a través de lo siguiente: cambios en estados emocionales, exposición a ejemplares no-estereotípicos, y el establecimiento de objetivos igualitarios. Las asociaciones implícitas parecen ser bastante estables a lo largo de la vida del individuo, e incluso cuando se lleva a cabo una intervención, cambios en creencias conscientes no siempre llevan a un correspondiente cambio en las asociaciones implícitas, aunque en algunas ocasiones, una intervención llevada a cabo en el laboratorio podría resultar efectiva en reducir estas asociaciones. Intervenciones pueden variar de exponer a los sujetos a imágenes de personas que desafían los estereotipos a entregar a los sujetos objetivos para de alguna manera anular estos sesgos implícitos.
A continuación se procede a la enumeración de algunas de las recomendaciones de los estudiosos del tema para hacer desaparecer los estereotipos de los medios de comunicación:
- Los medios han de representar el pluralismo de imágenes y discursos que genera la sociedad, igualmente plural y diversa, al servicio de la igualdad y la justicia, para así permitir que todas las partes de la misma estén correctamente representadas.
- Se han de crear relaciones positivas y continuas con las organizaciones y con ayuda de profesionales para mejorar la imagen y el posicionamiento de las minorías desfavorecidas. En el caso concreto de los periódicos, podría ser interesante crear una sección específica destinada a sensibilizar a los públicos acerca de estos ámbitos, o incluso lanzar una revista que aborde esta temática. Por lo que respecta a lo audiovisual, a la televisión, dada su naturaleza como medio masivo, que consigue mayor cobertura e impacto, podría ser interesante realizar programas o debates televisivos, destinados a proporcionar información sobre los estereotipos, contrastando, aportando datos, para así permitir a las audiencias desmontarlos por sí mismos.
- Conseguir repercusión, que las noticias, reportajes e investigaciones realizados por aquellos integrantes de las minorías desfavorecidas lleguen a los principales medios relatando los hechos desde su punto de vista, dando proyección y, por lo tanto, influir así en las políticas relacionadas de los países, tanto a nivel nacional como internacional.
- Creación de cursos, seminarios y similares sobre orientación de estos asuntos para profesionales de los medios con el fin de desalentar la información insensible respecto a las minorías.
- Desarrollar organismos, asociaciones, centros de información, oficinas, tanto nacionales como internacionales, que propicien al cambio social, con un canal directo y abierto de comunicación con los principales medios para así planificar políticas y planes de acción eficaces.
- Contar con la implicación de directores de los canales, los productores, los publicistas; es decir, todos los públicos implicados, tanto decisores como los que contribuyen a generar la opinión pública.
- Creación de un código ético y de conducta que se refiera específicamente estos temas, enfocado a los medios de comunicación masivos.
- Creación de equipos multiculturales en los medios.

Recomendaciones para la prensa escrita
El lenguaje no es una creación arbitraria de la mente humana, sino un producto social e histórico que influye en nuestra percepción de la realidad, de ahí su gran importancia.
- Es importante tener en cuenta que la audiencia no es necesariamente homogénea y está conformada por mujeres y hombres de diferentes vertientes culturales, creencias, costumbres y orígenes. Se han de intentar satisfacer las necesidades informativas del amplio abanico de los públicos y la pluralidad de intereses que representan. El supuesto ser humano neutro carece de existencia real y, por tanto, de cabida en los medios.
- Considerar los grandes cambios experimentados por los colectivos, los avances y retrocesos, abusos y ayudas, y trasladar esto a las informaciones para que una correlación en los medios de comunicación.
- Diversificar las fuentes, dar voz a los afectados y evitar limitarse a los interlocutores y jefes jerárquicos de las instituciones, que aportan datos, cifras frías y sin rostro, en lugar de buscar a las personas que hay tras ellas.
- Introducir perspectiva, entendido esto como asumir cada colectivo, cada individuo desde sus diferencias; poner de relieve que hemos sido socializados de una manera distinta y a menudo educados en valores diferentes o incluso opuestos. Esta socialización ha introducido a la fuerza variedades de comportamiento, de actitudes, de creencias, de estilo o de formas de vida.
- Ser cuidadoso en la adjetivación. Ha de prevalecer la búsqueda por aportar nuevos rasgos informativos a la noticia y destierra el sentido sensacionalista, evitando alusiones despectivas y groseras o demasiado elogiosas que no aporten nuevos contenidos informativos.

Recomendaciones particulares para los profesionales de la información
- Conocer las culturas.
- Hacer que impere la racionalidad; no guiarse siempre solo por las emociones. Hacer primar la honradez y la profesionalidad.
- La empatía es importante: ponerse en el lugar del otro. Intentar comprender a los demás.
- Asumir que todos los seres humanos, por el simple hecho de serlo, merecen respeto y dignidad.
- Utilizar el pensamiento crítico y no sucumbir a la presión de un grupo.
- Guiarse por los derechos humanos y la democracia, así como los valores que promueven.
- Apreciar a la gente que lucha por un mundo más justo y combate la discriminación.
- No caer en la trampa de los estereotipos; no son más que imágenes falsas y simplificadas.
- Aceptar la individualidad de cada ser humano.

## En informática
Es un concepto dentro del Lenguaje de Modelado Unificado, donde se utiliza para encapsular los comportamientos. Por lo tanto, un estereotipo se utiliza como un vehículo para comunicar los requisitos de software y diseños, carece de la actual connotación negativa que se le da en el uso general.

## En la cultura de Internet
- Bright – Persona que adhiere e impulsa la visión naturalista del mundo, incluyendo igualdad de derechos civiles, y aceptación de las personas que comparten dicha visión del mundo.
- Friki – Personas interesadas obsesivamente en los temas de la denominada cultura friki: ciencia ficción, fantasía, videojuegos, historietas, informática, etcétera.
- Nerd – Persona abocada al estudio y la labor científica, informática e intelectual, hasta el punto de mostrar desinterés por las actividades sociales, físicas y deportivas.
- Gamer – Jugador de videojuegos con gran dedicación e interés y con buen conocimiento de este tipo de productos.
- Otaku – Hace referencia a todo fanático que dedica tiempo, dinero y/o interés en sus pasatiempos, al manga y al anime, así como a la cultura japonesa.
- Hipster – jóvenes de clase media-alta asociados a tendencias culturales independientes, alternativas o alejadas de las predominantes, a posiciones políticas progresistas o de izquierdas, al consumo de alimentos orgánicos, productos artesanales y ropa de segunda mano.

## Estereotipo de grupo
La pertenencia de un individuo a un determinado grupo social hace que se le relacione con un prototipo de vida, asignándole un modelo de conducta que conlleva un conjunto de características similares o comunes a los miembros de este grupo y de esta forma establecer diferencias significativas con miembros de otras categorías. Los estereotipos de grupo son una de las formas más frecuentes de representación social, definidos como una imagen mental simplificada de alguna categoría de personas, institución o acontecimiento, que es compartida por un gran número de personas en sus características esenciales (Henri Tajfel, 1982). En la medida en que un sujeto es agregado a una categoría social o grupal, se le atribuyen determinadas características. Se espera que piense, que sienta y que por lo general se comporte en coherencia con las características de dicho grupo. Los sujetos no son tomados como individuos, sino como parte de un grupo y son percibidos como similares entre ellos. El estereotipo se encarga de hacer generalizaciones acerca de los miembros de un grupo. Las generalizaciones pueden ser vistas desde un punto positivo (las mujeres son tiernas) pero en otras ocasiones son vistas negativas y resistentes al cambio (los aborígenes son salvajes). Normalmente los estereotipos facilitan el prejuicio y la discriminación.

### Ejemplos de estereotipo de grupo
- Mujer: ama de casa, madre, inteligente, siempre bella, paciente, delicada, dependiente, sensible, frívola, tierna, etc.
- Varón: trabajador, inteligente, fuerte, no llora, valiente, jefe de familia, proveedor, le gustan los riesgos, agresivo, feo, malo, egoísta, mentiroso, soberbio, infiel, etc.
- Ancianos: se les cataloga como inútiles, enfermizos, dependientes, e improductivos.
- Racial: se basan en las diferencias étnicas y culturales considerando inferiores a personas de distinto color de piel, lugar de origen o cultura, catalogándolos por ejemplo como terroristas, delincuentes o tontos.
- Clases sociales: generalizan a los pobres con la ignorancia y la delincuencia, a los ricos con la soberbia y la prepotencia, a las madres solteras con una conducta ligera.
- LGBT: les ponen calificativos como: raros, confundidos, enfermos, desviados etc., además que hay una constante invalidación de su persona y su estilo de vida.
- Deportes: solo los hombres juegan fútbol por que tienen más resistencia y energía y las mujeres no pueden.
- Trabajo: solo los hombres pueden trabajar porque son más inteligentes, tienen mas fuerza y saben lo que hacen, las mujeres no, porque su obligación es hacer quehaceres domésticos.[38]

Es bueno acotar que estos estereotipos en muchos casos conllevan discriminación.